# Гран-при Винницы
Гран-при Винницы — шоссейная однодневная велогонка, проводящаяся с 2016 года в Винницкой области (Украина). Входит в Европейского тура UCI, имея категорию 2.1.

## История
Совместно с Гран-при ISD, проводившейся на следующий день, и предшествовавшим им этапом чемпионата Украины в гонке-критериум в определённой степени может считать правопреемницей исчезнувшего Гран-при Донецка.

## Призёры
| Год  | Победитель   | Второй              | Третий          |
| ---- | ------------ | ------------------- | --------------- |
| 2015 | Виталий Буц  | Анатолий Пахтусов   | Андрей Хрипта   |
| 2016 | Сергей Попок | Нурболат Кулимбетов | Юрий Метлюшенко |